# Кузнєцов Олексій Юрійович
Олексій Юрійович Кузнєцов (28 травня 1991, Макіївка) — український співак (лірико-драматичний тенор), виконавець класичної і популярної музики. Здобув популярність у 2010 році, ставши переможцем першого сезону української версії масштабного вокального шоу «Х-фактор».

## Життєпис

### Дитинство та юність
Олексій Кузнєцов народився 28 травня 1991 року в місті Макіївка Донецької області в сім'ї Юрія Анатолійовича Кузнєцова і Любові Антонівни Кузнєцової. Є молодша сестра — Катерина Юріївна Кузнєцова (1992).
Уже у віці трьох років Олексій став виявляти цікавість до опери, а у 12 років точно знав, що хоче бути оперним співаком.
Закінчив музичну школу за класом гітари.
Після закінчення загальноосвітньої школи вступив до Донецького музичного училища на відділення «Академічний вокал». Під час навчання, ще як першокурсник, успішно стажувався у Донецькому національному академічному театрі опери і балету ім. А. Б. Солов'яненко.

### «Х-фактор»— початок музичної кар'єри
Восени 2010 року Олексій бере участь у першому сезоні української версії всесвітньо відомого вокального талант-шоу «Х-фактор», що йде на каналі СТБ. Виконавши на кастингу композицію Лари Фабіан Adagio («Адажіо»), він проходить всі відбіркові тури і потрапляє в групу судді Йолки — «Хлопці від 14 до 25 років», виступає в 11-и прямих ефірах шоу і за результатами фінального глядацького голосування стає його переможцем, набравши в 305 547 голосів і випередивши свою суперницю Марію Рак, за яку було віддано 221 720 голосів.
 Пісні, виконані в талант-шоу «Х-фактор»:
| Пісня                                           | Автори                                                                   | Оригінальний виконавець                                                                             |
| ----------------------------------------------- | ------------------------------------------------------------------------ | --------------------------------------------------------------------------------------------------- |
| Adagio                                          | муз. — Ремо Джадзотто сл. — Лара Фабіан                                  | Лара Фабіан                                                                                         |
| Bésame mucho                                    | муз. і сл. — Консуело Веласкес                                           | Emilio Tuero                                                                                        |
| We Are the World (груповий виступ)              | муз. і сл. — Майкл Джексон, Лайонел Річі                                 | USA for Africa                                                                                      |
| A mi manera (My Way)                            | муз. — Claude François, Jacques Revaux сл. — Rudy Pérez                  | Френк Сінатра                                                                                       |
| «Не отрекаются любя»                            | муз. — Марк Мінков сл. — Вероніка Тушнова                                | Алла Пугачова                                                                                       |
| «Я то что надо»                                 | муз. і сл. — Валерій Сюткін                                              | Браво                                                                                               |
| We Will Rock You (груповий виступ)              | муз. і сл. — Браян Мей                                                   | Queen                                                                                               |
| Regresa A Mi                                    | муз. — Diane Warren                                                      | Il Divo                                                                                             |
| «Любовь настала» (груповий виступ)              | муз. — Раймонд Паулс, Тетяна Толкунова сл. — Роберт Рождественський      | Роза Римбаєва                                                                                       |
| «Как молоды мы были»                            | муз. — Олександра Пахмутова сл. — Николай Добронравов                    | Олександр Градський                                                                                 |
| Another Brick in the Wall (груповий виступ)     | муз. і сл. — Роджер Вотерс                                               | Pink Floyd                                                                                          |
| "А цыган идет"                                  | муз. — Андрій Петров сл. — Григорий Кружков (переклад Редьярда Кіплінга) | Микита Михалков з к.-ф. «Жестокий романс»                                                           |
| Can You Feel the Love Tonight (груповий виступ) | муз. — Елтон Джон сл. — Тім Райс                                         | Елтон Джон                                                                                          |
| Les Feuilles mortes                             | муз. — Joseph Kosma сл. — Жак Превер                                     | Ів Монтан                                                                                           |
| Les Rois du monde (груповий виступ)             | муз. і сл. — Gérard Presgurvic                                           | Philippe d'Avilla, Damien Sargue, Grégori Baquet з мюзиклу Roméo et Juliette, de la haine à l'amour |
| «Текила-Любовь»                                 | муз. і сл. — Костянтин Меладзе                                           | Валерій Меладзе                                                                                     |
| «Вопреки»                                       | муз. і сл. — Костянтин Меладзе                                           | Валерій Меладзе                                                                                     |
| «Салют Вера» (груповий виступ)                  | муз. і сл. — Костянтин Меладзе                                           | Валерій Меладзе                                                                                     |
| «Очарована околдована»                          | муз. — Александр Лобановский сл. — Микола Заболоцький                    | Александр Лобановский                                                                               |
| Felicità                                        | муз. і сл. — Крістіано Мінеллоно, Gino De Stefani, Dario Farina          | Аль Бано і Роміна Пауер                                                                             |
| The Best (груповий виступ)                      | муз. і сл. — Mike Chapman, Holly Knight                                  | Бонні Тайлер                                                                                        |
| Luna (дуэт з Алессандро Сафіна)                 | муз. і сл. — Алессандро Сафіна                                           | Алессандро Сафіна                                                                                   |
| Happy New Year (груповий виступ)                | муз. — Бенні Андерссон сл. — Бйорн Ульвеус                               | ABBA                                                                                                |
| «Романс»                                        | муз. — Анатолій Бальчев сл. — Микола Гумільов                            | Микола Носков                                                                                       |
| Ti Amero                                        | муз. і сл. — Matteo Saggese, Per Magnusson, David Kreuger, Frank Musker  | Il Divo                                                                                             |
| Time to say goodbye (Con te partirò)            | муз. — Francesco Sartori сл. — Lucio Quarantotto                         | Андреа Бочеллі                                                                                      |

Також Олексій бере участь у гала-концерті 2 сезону шоу як запрошений гість, виконавши в дуеті з Марією Рак композицію Believe з кінофільму «Полярний експрес».

### Сольна кар'єра— виступи
У 2011 році Олексій підписує контракт з Sony Music Russia, який незабаром розриває у зв'язку з відсутністю діяльності іншої сторони.
Починаючи з 2012 року і по теперішній час Олексій бере уроки вокалу, а також відвідує майстер-класи зарубіжних педагогів в Італії і Австрії, вчиться у Джузеппе Саббатіні і Теодора Карезі. Стажувався у Віденській опері, Conservatorio Luigi Cherubini (Флоренція, Італія), Conservatorio Giuseppe Verdi (Мілан, Італія), Accademia nazionale di Santa Cecilia (Рим, Італія), Neues Wiener Konservatorium (Відень, Австрія), Universitatea din Oradea (Орадя, Румунія). Завдяки цьому, окрім рідної української та російської, володіє англійською, німецькою, італійською і французькою мовами.
Також працює в Китаї, Швейцарії, Угорщині, Іспанії, Казахстані, на Кіпрі.
У 2012 році Олексій бере участь у двох сольних концертах Алессандро Сафіна в Києві у супроводі симфонічного оркестру, підчас них він виконує композиції Adagio і Regress A Mi сольно, а також в тріо з Алессандро Сафіна і Michaela Marku Libiamo — Funiculì, Funiculà і Con te partirò.
Бере участь у Ukrainian Fashion Week, найдовшому у світі музичному телемарафоні на Першому Національному каналі «Пісня об'єднує нас!», що занесений до Книги рекордів Гіннеса, українському музичному проєкті «Дай нам Боже» та відкритті Х міжнародного турніру із спортивної гімнастики «Кубок Стелли Захарової».
Олексію довіряли виконання національного гімну на відкритому тренуванні збірної України під час Євро-2012, перед боєм за звання чемпіона світу за версією WBA, на святкуванні Дня Незалежності США в Україні, і гімну Федерації футболу України на святкуванні 20-ліття Федерації.
Своїми виступами він поздоровляв з 80-літтям Донецьку область, був запрошений виступати на ювілеї П'єра Кардена.
У 2013 році Олексій був запрошений на закритий вечір класичної музики у Цюриху.
У 2015 році він дає свій перший концерт у Ґуанчжоу, Китай.

### Notre Dame de Paris
28 і 29 березня 2015 року в Палаці «Україна» в Києві відбувається прем'єра концерту пісень з мюзиклу Notre Dame de Paris. Олексій виконує партію Клода Фролло, підчас концерту у його виконанні звучать наступні арії: Tu vas me détruire, Être prêtre et aimer une femme — сольно, а також Belle, Fatalité, Florence, Où est-elle?, Visite de Frollo à Esmeralda, Un matin tu dansais, Libérés та L'attaque de Notre-Dame — спільно з іншими солістами.

### Спорт
Інтерес до академічного співу не зашкодив юнакові серйозно займатися спортом і в 17 років він став майстром спорту з боксу.
У 2014 році Олексій бере участь у встановленні рекорду України з присідань.
Олексій захоплюється кросфітом, на перших змаганнях з кросфіту в Києві він зайняв четверте місце.

### Особисте життя
Одружений з артисткою балету Катериною Олегівною Семеновою (нар. 31.07.1987). Разом з дружиною проживає у Нью-Йорку.

## Дискографія
| Рік  | Назва синглу                                                                    |
| ---- | ------------------------------------------------------------------------------- |
| 2011 | «Любовь есть во всем»                                                           |
| 2011 | «Сказка» [Архівовано 27 березня 2016 у Wayback Machine.] (муз. і сл. — Серьога) |